# Haras de Redefin

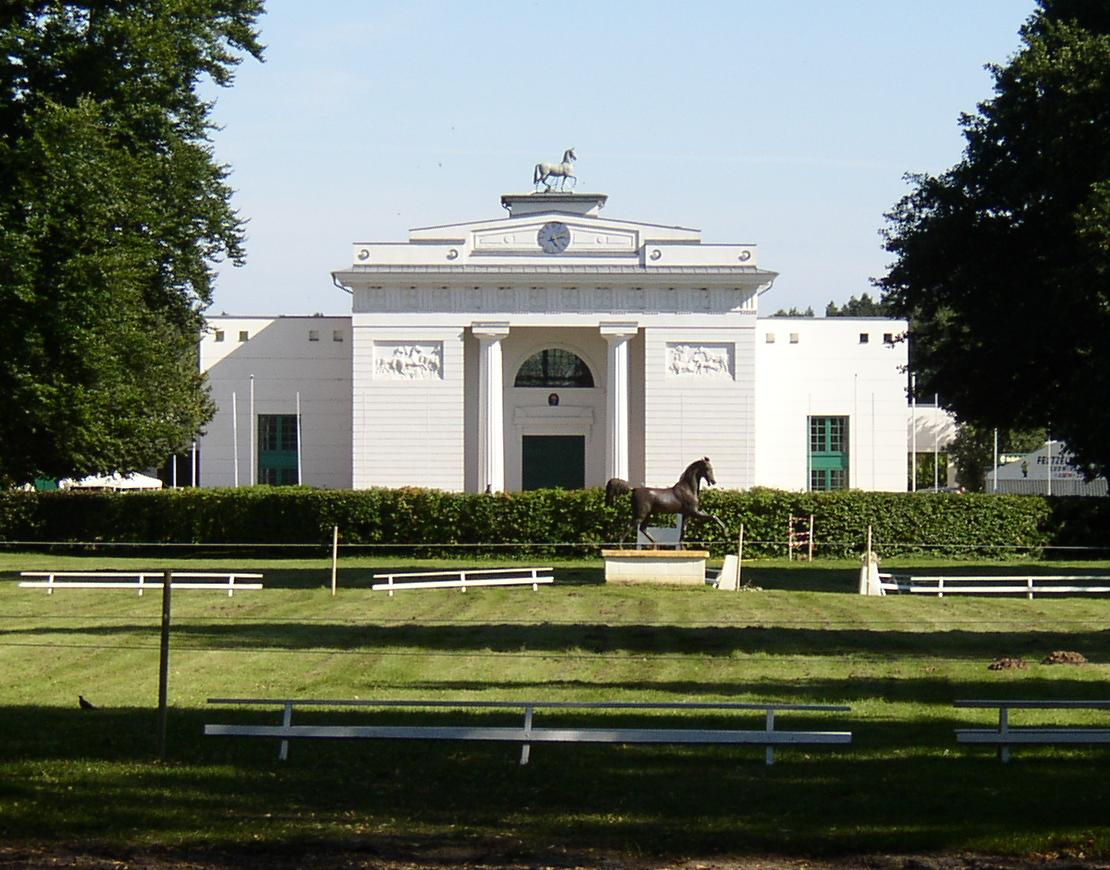
Entrée du haras de Redefin

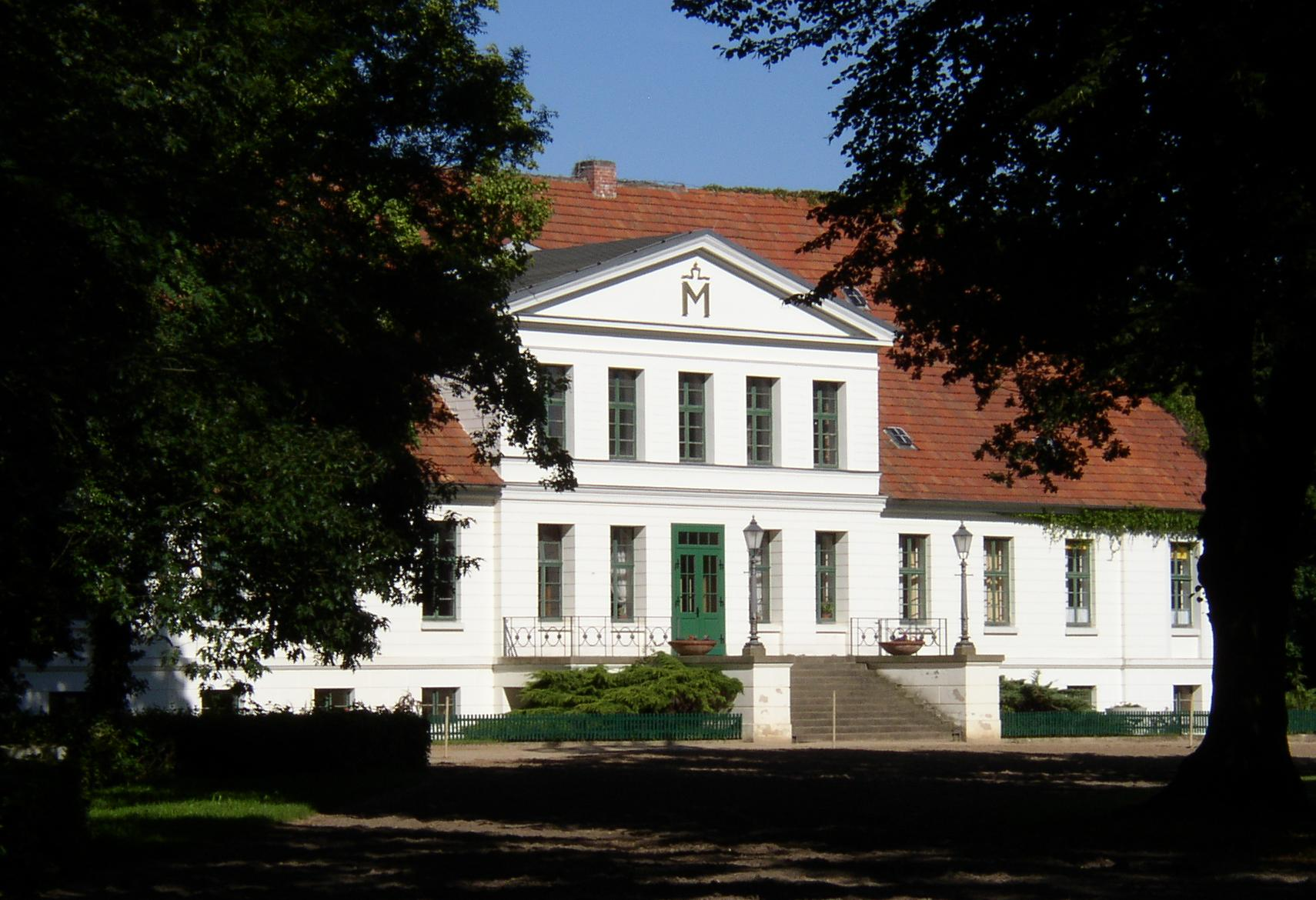
La maison de direction du haras

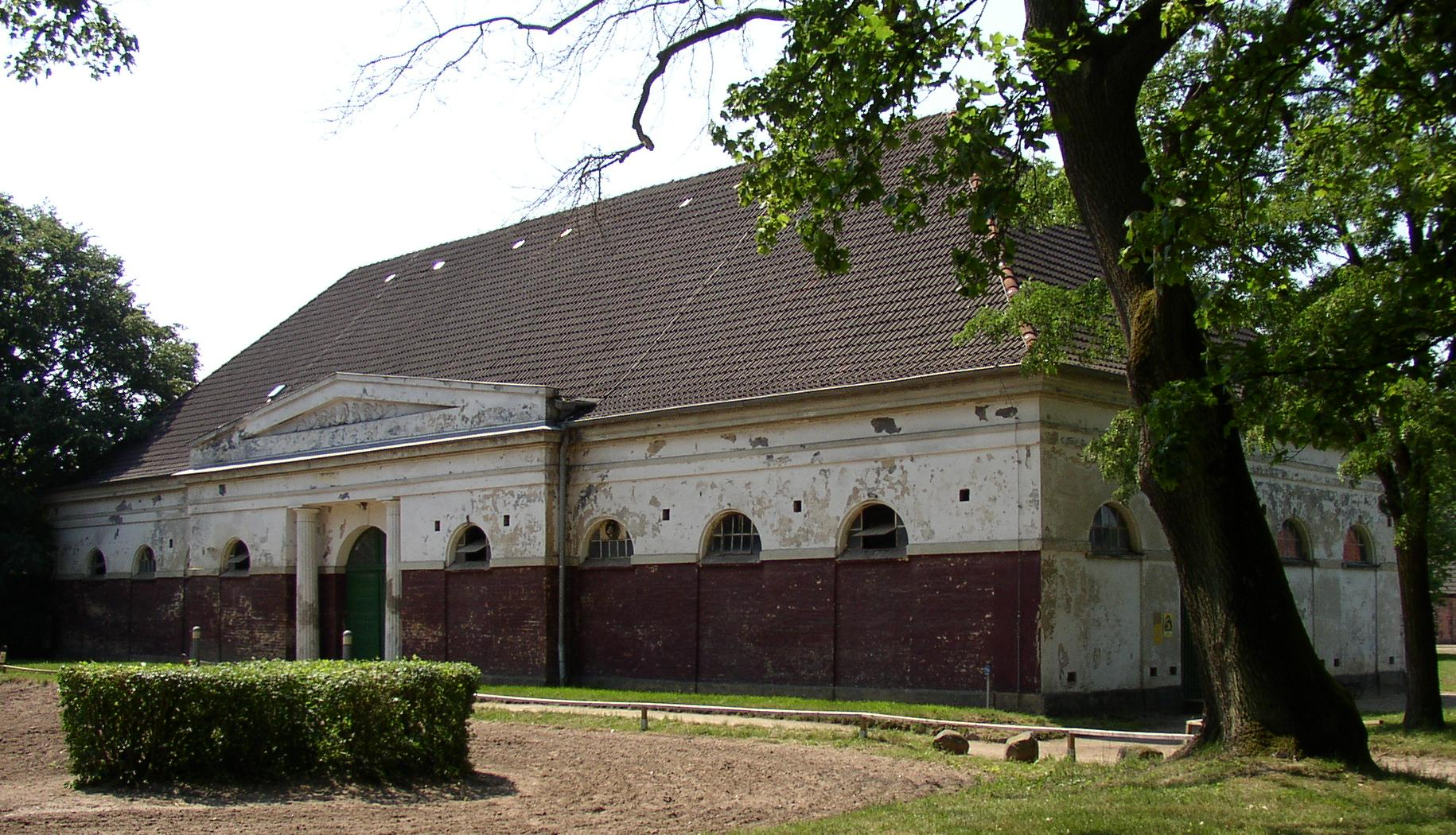
Écurie du haras

Le haras de Redefin est un haras d'état allemand, situé à Redefin, dans le Land de Mecklembourg-Poméranie-Occidentale, lieu où le climat, la nourriture et le relief sont propices à l'élevage
Il sert entre autres à l'élevage et à la réalisation d'examens d'étalons et de juments. Par ailleurs, il est aussi une école d'équitation. Le défilé annuel des étalons est une attraction touristique.
En 1812, ici commence l'élevage de la race du cheval appelé Mecklembourgeois.

## Histoire
Un haras comtal est fondé en 1710. Il fournit l’écurie de Schwerin en chevaux de sang noble. De 1795 à 1810, il fut transporté dans la localité voisine de Ludwigslust avant de revenir à Redefin où il fut placé sous la direction de Joachim von Bülow.
Afin d’améliorer l’élevage des chevaux, le duc Frédéric-François Ier de Mecklembourg-Schwerin transforme le haras en haras d'État en 1812. En 1817, vingt étalons de six lieux de Mecklembourg arrivent. La construction des nouveaux bâtiments se fait entre 1820 et 1824 sous le regard du directeur Vollrath Joachim Helmuth von Bülow d'après les plans de l'architecte Carl Heinrich Wünsch. En 1840, on compte 26 lieux d'élevage avec 134 étalons. Par l’introduction d'étalons Pur-sang anglais accouplés à des juments indigènes, on obtient un cheval conforme aux exigences demandées en Europe. La demande est telle qu'en 1867, la monte est insuffisante pour y répondre. En 1873, on introduit des étalons hanovriens pour orienter la race locale vers ses critères. En avril 1892, Christian von Stenglin, le directeur du haras national de Celle, reprend le haras ; sous sa direction, le haras connaît sa plus grande activité jusqu’en 1920.
En 1928, l'écurie des juments est incendiée. Elle est reconstruite en 1931.
La Première Guerre mondiale conduit à une demande accrue de chevaux. Mais la crise économique de 1929 et la motorisation amènent à une décroissance tout aussi forte. En 1934, le haras est repris par le personnel du grand-duché de Mecklembourg-Schwerin et du grand-duché de Mecklembourg-Strelitz et récupère les étalons et les juments du haras de Neustrelitz dissous.
En 1935, le premier défilé d'étalons a lieu. La Seconde Guerre mondiale conduit à nouveau à une demande accrue pour les chevaux en vue de l’effort de guerre. Durant l'après-guerre, la demande est celle de chevaux d’attelage. En 1951, le haras de Redefin devient un haras d'État.
Le retour de la motorisation et l’association des agriculteurs en coopérative amènent au début des années 1960 à une baisse de l'élevage de chevaux. Le nombre d’étalons tombe jusqu'à 86. En 1970, on commence à faire du haras une attraction touristique.
Après la réunification, le Land de Mecklembourg-Poméranie-Occidentale récupère la haras de Redefin et rénove les bâtiments historiques. Le haras change d'orientation et se tourne vers l’équitation sportive. Derrière le manège historique, on en construit un nouveau en 1998. En 2007, l’inventaire comprend 80 étalons. Le défilé annuel des étalons devient l’un des événements plus importants de Mecklembourg-Poméranie-Occidentale et contribue à faire du lieu un centre culturel et une attraction touristique. Des panneaux touristiques sont présents sur la Bundesautobahn 24.

## Source, notes et références
1. 1 2  André Champsaur, Le guide de l'art équestre en Europe, Lyon, La Manufacture, 4ème trimestre 1993, 214 p. (ISBN 9-782737-703324), page 165

- (de) Cet article est partiellement ou en totalité issu de l’article de Wikipédia en allemand intitulé « Landgestüt Redefin » (voir la liste des auteurs).